# Jacques Cailly
Pour les articles homonymes, voir Cailly (homonymie).
Émile Davout, connu sous le pseudonyme de Jacques Cailly, né le 25 février 1877 à Ségrie-Fontaine et mort en septembre 1941 à Bizanos, est un journaliste et militant antisémite français.

## Biographie
Louis-Ferdinand-Émile Davout est le fils de Pierre-Ferdinand Davout, huissier et maire de Ségrie-Fontaine.
Ami d'Édouard Dubuc et animateur du groupe antisémite du 12e arrondissement de Paris depuis 1896, le dessinateur Émile Davout, dit « Jacques Cailly », est le secrétaire de la Jeunesse antisémitique ainsi qu'un des collaborateurs du journal de cette ligue, Le Précurseur. Il fréquente également la Ligue des patriotes (LDP), dont il sera membre de manière intermittente bien qu'il reproche à Déroulède de ne pas être antisémite. Pendant l'Affaire Dreyfus, il écrit les paroles d'une chanson antidreyfusarde.

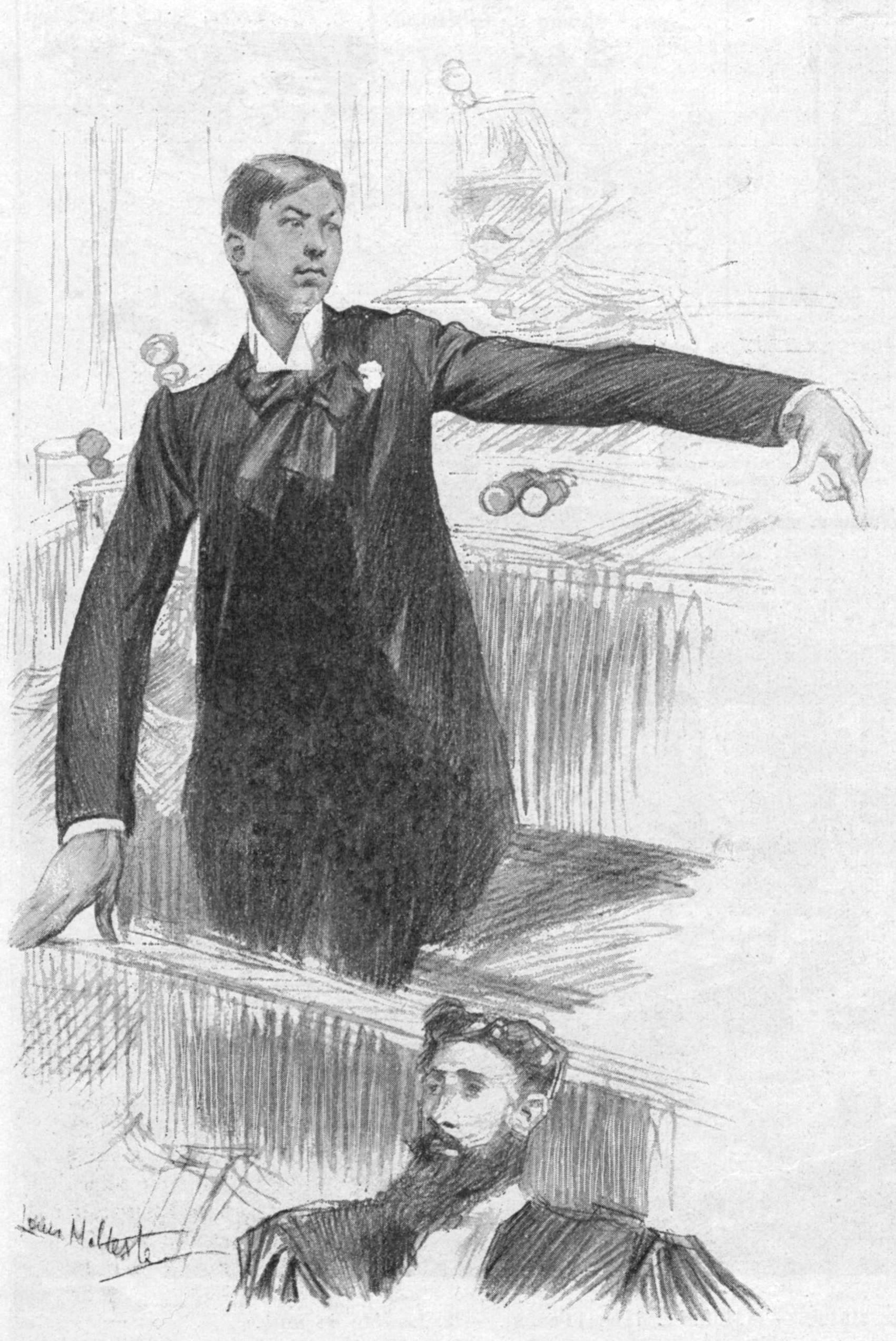
Cailly lors du procès pour complot devant la Haute Cour, croquis d'audience par Malteste (1899).

Cailly est arrêté à Flers le 11 septembre 1899, quelques semaines après la grand coup de filet visant d'autres militants antidreyfusards. Découverte lors d'une perquisition, une lettre qu'il a adressée à Édouard Brunet, jeune militant antisémite normand, est retenue contre lui malgré sa contestation de l'authenticité de la date portée sur cette pièce. Le 30 octobre, bien que le sénateur Bérenger ait estimé que le jeune homme « peut difficilement être pris au sérieux », Cailly fait partie des 17 accusés désignés par la commission sénatoriale chargée d'instruire le procès pour complot devant la Haute Cour. Pendant les audiences, il se fait remarquer par son comportement provocateur à l'encontre de ses juges, ce qui lui vaut plusieurs exclusions ainsi qu'une peine de trois mois de prison. Le 26 décembre, le procureur général Bernard requiert l’acquittement en raison du jeune âge de l'accusé. Le lendemain, un arrêt de la Haute Cour se conforme à cette réquisition et ordonne la libération de Cailly.
Après sa libération, Cailly continue à prendre part à des manifestations nationalistes. En novembre 1900, Henri Rochefort l'envoie à Londres pour tenter de négocier, par l'intermédiaire de l'ambassadeur Paul Cambon, la libération des Français capturés par les Britanniques pendant la seconde guerre des Boers. Le 5 mai 1901, la Jeunesse antisémitique se transforme en Parti national antijuif (PNA), dont Cailly intègre le comité directeur et le comité central.
Employé à L'Intransigeant de Rochefort jusqu'en 1901, Cailly entre ensuite au Drapeau, journal de la LDP, où il écrit sous le pseudonyme de « Pierre Legrand ».
En juillet 1901, Cailly annonce qu'il pourrait être candidat dans la Nièvre contre Claude Goujat à l'occasion des élections législatives de 1902. Finalement, c'est dans le 12e arrondissement de Paris qu'il décide de se présenter, face à Paschal Grousset, et avec l'aide financière de l'industriel Gaston Japy, mécène des Jaunes. Il y subit cependant la concurrence d'un autre antisémite, Charles Meiss, qui bénéficie du soutien de la Ligue de la patrie française et du Comité national antijuif. Au soir du premier tour, avec seulement 1 570 voix (11,5% des votants), Cailly n'arrive qu'en quatrième position, nettement devancé par Grousset, Meiss et le socialiste Fribourg. Avant le second tour, Cailly se retire mais prétexte une maladie pour ne pas annoncer officiellement son désistement en faveur de Meiss, qui sera largement battu par Grousset. Deux ans plus tard, financé cette fois-ci par M. Milleville d'Amiens, Cailly tente sa chance dans le quartier de la Santé lors des élections municipales, mais il échoue dès le premier tour face au conseiller radical-socialiste sortant, Jules Hénaffe.
Par la suite, Jacques Cailly passe à l'Action française. Employé comme correcteur par le quotidien de ce mouvement royaliste, il reste à ce poste jusqu'à l'Exode de 1940. Retiré à Bizanos, il y meurt des suites d'une maladie. Sa nécrologie est publiée dans L'Action française du 7 septembre 1941.